# Milena Radecka
Milena Radecka (née Sadurek le 18 octobre 1984 à Katowice) est une ancienne joueuse de volley-ball polonaise. Elle mesure 1,78 m et jouait au poste de passeuse. Elle a totalisé 63 sélections en équipe de Pologne.

## Clubs
| Club                   | De        | À         |
| ---------------------- | --------- | --------- |
| Kolejarz Katowice      |           | 1998-1999 |
| SMS PZPS Sosnowiec     | 1999-2000 | 2002-2003 |
| BKS Stal Bielsko-Biała | 2003-2004 | 2007-2008 |
| PTPS Piła              | 2008-2009 | 2008-2009 |
| CSU Metal Galati       | 2009-2010 | 2009-2010 |
| Muszynianka Muszyna    | 2010-2011 | 2011-2012 |
| Azerrail Bakou         | 2012-2013 | 2012-2013 |
| Lokomotiv VK           | 2013-2014 | 2013-2014 |
| Volley Bergamo         | 2014-2015 | 2014-2015 |
| Impel Wrocław          | 2015-2016 | 2015-2016 |

## Palmarès

### Équipe nationale
- Championnat d'Europe des moins de 18 ans
  - Finaliste : 2001.
- Championnat d'Europe des moins de 20 ans
  - Vainqueur : 2002.

### Clubs
- Championnat de Pologne
  - Vainqueur : 2004, 2011.
  - Finaliste : 2012.
- Coupe de Pologne
  - Vainqueur :  2004, 2006, 2011
- Supercoupe de Pologne
  - Vainqueur : 2006, 2008, 2011.